# Zawód:Architekt
Zawód:Architekt (skrót Z:A) – polski magazyn architektoniczny, wydawany przez Izbę Architektów RP. Ukazuje się od 2007 roku, jako następca wydawanego od 2004 roku Biuletynu Izby Architektów (BIA). Redaktorem naczelnym do 31 grudnia 2018 był mgr inż. Sebastian Osowski, od 1 stycznia 2019 funkcję redaktora naczelnego pełnił dr arch. Piotr Żabicki. Od 2023 roku pełniącą obowiązki redaktora naczelnego jest mgr inż. arch. Beata Stobiecka. Realizację nadzoruje Komisja Mediów i Informacji Izby Architektów RP działająca przy Krajowej Radzie Izby Architektów RP.

## Program wydawniczy
Zawód:Architekt jest czasopismem zawodowym o charakterze warsztatowo-organizacyjnym z elementami biznesu i prawa. Profil redakcyjny wynika z ustawowych i statutowych zadań Izby Architektów RP – dbałości o jakość usług wykonywanych na rzecz klientów (inwestorów), przy jednoczesnym zachowaniu wartości kulturowych i ładu przestrzennego, jako dobra publicznego. Magazyn „programowo” nie poświęca miejsca krytyce i twórczości architektonicznej. Publikacje dotyczą związków architektury z jakością życia społecznego, prawem i porządkiem przestrzennym, spraw zawodowo-biznesowych, administracyjno-formalnych, organizacji pracy architekta, relacji z urzędnikami i inwestorami.
Z:A zawiera m.in. następujące działy:
- doświadczenia zawodowe (głównie wywiady),
- studia przypadków (case studies),
- biznes i zarządzanie,
- architektura i kultura,
- izba architektów,
- technika w architekturze,
- prawo (w tym m.in. cykl „Defekty prawa inwestycyjnego”),
- sport, podróże, pasje,
- a także felietony autorskie, panele dyskusyjne.

Czasopismo samorządu zawodowego architektów utrzymywane jest z publikacji reklam, dzięki którym realizuje ustawowe zadanie nałożone przez państwo, jakim jest współdziałanie w doskonaleniu kwalifikacji zawodowych architektów (art. 8 pkt 8 ustawy o samorządach zawodowych architektów oraz inżynierów budownictwa).

## Dostępność
Publikacja jest rozsyłana bezpłatnie do członków Izby Architektów RP (architektów IARP). Zawód:Architekt_#70 został wysłany do 12 833 architektów IARP. Dla osób niezrzeszonych dostępny w jest do pobrania w wersji cyfrowej oraz jako numery archiwalne.

## Weryfikacja
Nakład Z:A jest audytowany przez Związek Kontroli Dystrybucji Prasy (ZKDP). Część danych jest ogólnodostępna, co pozwala osobom i firmom niezrzeszonym w ZKDP weryfikować informacje podawane przez wydawców. Wysokość nakładu Z:A weryfikowana jest także przez samą Izbę Architektów, która musi zapewniać obowiązkowe otrzymywanie czasopisma przez wszystkich członków samorządu architektów (a dodatkowo czasopismo otrzymują m.in. administracja publiczna, samorządy lokalne, uczelnie, biblioteki).